# Aleïsk
Aleïsk (en russe : Алейск) est une ville du kraï de l'Altaï, en Russie, et le centre administratif du raïon d'Aleïsk. Sa population s'élevait à 28 493 habitants en 2014.

## Géographie
Située au sud-ouest de la Sibérie, Aleïsk est arrosée par la rivière Aleï, un affluent de l'Ob. Elle se trouve à 116 km au sud-ouest de Barnaoul et à 2 916 km à l'est de Moscou.

## Histoire
Le village d'Aleïskaïa a été fondé au milieu du XVIIIe siècle et nommé d'après la rivière au bord de laquelle il se trouvait. Il s'agrandit grâce à l'ouverture en 1915 de la voie ferrée Novonikolaïevsk – Semipalatinsk, qui deviendra ultérieurement une section du Turksib. Aleïsk s'est développé grâce à des industries agroalimentaires, notamment une sucrerie mise en service en 1931. Aleïsk a le statut de ville depuis 1939.

## Population
Recensements (*) ou estimations de la population
| 1939*  | 1959*  | 1970*  | 1979*  | 1989*  |
| ------ | ------ | ------ | ------ | ------ |
| 20 339 | 28 982 | 32 487 | 31 305 | 30 309 |

| 2002*  | 2010*  | 2012   | 2013   | 2014   |
| ------ | ------ | ------ | ------ | ------ |
| 28 551 | 29 510 | 29 061 | 28 825 | 28 493 |